# Herning Avis
Herning Avis, grundlagt 1903, var et dansk dagblad, der blev udgivet frem til 1962. Avisen var ejet og udgivet af A/S Herning Avis. Formænd var fra 1913 til 1915 pastor Johannes Gøtzsche og fra 1905 til 1935 købmand Stengaard. 

## Historie
På Herningegnen var der stærk modsætning mellem grundtvigianerne og Indre Mission. Indre Mission følte, at det grundtviganske Herning Folkeblad fremlagde kritik mod pastor Gøtzsches udnævnelse til sognepræst ved Herning Kirke i 1900 og følte sig således dårligt behandlet. Herning Avis blev oprettet, da loven om valgte meningsråd understregede betydningen af lokal pressestøtte. Hermed blev Herning Avis oprettet som organ for Indre Mission, og avisen arbejdede for dennes særrepræsentation i kommunalpolitik .

## Navnevarianter
- Herning Avis (1903-1962)